# Загадката на моста Тор
„Загадката на моста Тор“, преведен на български и като „Хитрото отмъщение“ (на английски: The Problem of Thor Bridge) е разказ на писателя Артър Конан Дойл за известния детектив Шерлок Холмс. Включен е в сборника „Архив на Шерлок Холмс“ (The Case-Book of Sherlock Holmes), за първи път публикуван в списание „Странд“ в периода октомври 1921 – април 1927 г.

## Сюжет
Внимание:  Текстът по-долу разкрива сюжета на произведението (или части от него)!
Към Шерлок Холмс се обръща за помощ на известния Нийл Гибсън, кралят на златото. Съпругата му е застреляна в подножието на моста Тор, недалеч от семейното имение. Всички доказателства сочат, че виновна е младата красива гувернантка на децата на семейство Гибсън, госпожица Дънбар, която живее в къщата и изглежда е убила законната съпруга от желание да заеме мястото ѝ.
Гибсън е груб и арогантен човек. Той не отрича, че след като любовта към жена му е преминала, е имал интерес към госпожица Дънбар, но категорично изключва гувернантката да е имала нещо общо с убийството. В крайна сметка, Холмс решава да извърши разследване, тъй като намира за съмнителни уликите срещу младото момиче. Холмс и Уотсън разглеждат местопрестъплението и откриват на парапета на моста Тор следа от удар, точно срещу мястото, където е намерено тялото.
На следващия ден Холмс и Уотсън посещават госпожица Дънбар в затвора. Тя откровено им казва, че по желание на госпожа Гибсън е отишла на среща с нея до моста Тор, но е избягала, когато съпругата се е нахвърлила върху нея в изблик на ревност. В края на разговора госпожица Дънбар уточнява, че преди на парапета на моста не е имало белег и Холмс получава прозрение. Придружен от Уотсън и местната полиция, той отива до моста Тор, където провежда експеримент. Холмс завързва с връв револвер, взет назаем от Уотсън за голям камък, доближава до главата си оръжието и го пуска, при което камъкът го повлича в реката, но преди това револверът се удря в парапета и оставя идентичен на първия белег върху парапета.
Впоследствие Холмс разяснява хода на събитията. Полудяла от ревност, съпругата на Гибсън решава да се самоубие, но в същото време да погуби младата си съперница, представяйки я за убийца. Тя скрива един револвер в стаята на гувернантката, организира среща с нея на моста и след като госпожица Дънбар си тръгва, се застрелва, така че револверът ѝ да потъне безследно.

## Адаптации
Историята е адаптирана в сериала „Шерлок Холмс“ на Би Би Си от 1968 г. с участието на Питър Къшинг. Епизодът е изгубен.
Историята е екранизирана и през 1991 г. в сериала на Granada TV „Шерлок Холмс“ с участието на Джеръми Брет.